# İhsangazi (district)
İhsangazi is een Turks district in de provincie Kastamonu en telt 5.750 inwoners (2011). Het district heeft een oppervlakte van 384 km². Hoofdplaats is İhsangazi.
De bevolkingsontwikkeling van het district is weergegeven in onderstaande tabel.
| 1997  | 2000  | 2007  | 2011  |
| ----- | ----- | ----- | ----- |
| 7.664 | 7.068 | 6.294 | 5.750 |